# Ligue des champions de tennis de table 2011-2012
Navigation
Ligue des Champions
2010-2011 Ligue des Champions 
2012-2013
La 14e édition de la Ligue des champions de tennis de table masculine comptant pour la saison 2011 -2012 oppose les meilleures équipes des principaux championnats nationaux d'Europe.
Les deux premiers de chaque groupe sont qualifiés pour les quarts de finale de la Ligue des Champions. Les troisièmes de chaque groupe sont reversés en ETTU Cup et les derniers sont éliminés des compétitions européennes pour le reste de la saison.
Quatre équipes allemandes et françaises, deux équipes russes et tchèques, une belge, une autrichienne, une polonaise et une hongroise participent à la phase de poule masculine. Suspendue l'année dernière, la compétition féminine reprend ses droits cette saison avec toujours six clubs dont deux équipes autrichiennes et croates ainsi qu'une équipe allemande et hongroise. Il s'agit pour ces dernières de la 6e édition en sept ans.
Le club russe du TTCG Orenbourg chez les hommes et le club allemand du TTC Berlin Eastside chez les féminines remportent la compétition pour la première fois de leur histoire.

## Compétition masculine

### Classement des clubs
Ce classement est bâti sur les classements individuels des joueurs de chaque équipe 

- NP : Nombre de Participations à la Ligue des Champions
- VCL : Vainqueur de la dernière Ligue des Champions
- FCL : Finaliste de la dernière Ligue des Champions
- VEC : Vainqueur de la dernière ETTU Cup
- FEC : Finaliste de la dernière ETTU Cup

| Cl | Pays | Équipes                              | NP  |
| -- | ---- | ------------------------------------ | --- |
| 1  |      | Borussia Düsseldorf (VCL)            | 12e |
| 2  |      | TTC Fakel of Gazprom Orenbourg (FCL) | 2e  |
| 3  |      | Chartres ASTT (VEC)                  | 1re |
| 4  |      | TTSC UMMC Ekaterinbourg              | 3e  |
| 5  |      | Levallois SC TT (FEC)                | 9e  |
| 6  |      | VOO Villette Charleroi               | 14e |
| 7  |      | KS Bogoria Grodzisk Mazowiecki       | 3e  |
| 8  |      | FC Sarrebruck                        | 1re |
| 9  |      | TTF Liebherr Ochsenhausen            | 13e |
| 10 |      | SVS Niederösterreich                 | 14e |
| 11 |      | AS Pontoise-Cergy TT                 | 5e  |
| 12 |      | STK Dr. Casl Zagreb                  | 1re |
| 13 |      | TTC Zugbrücke Grenzau                | 11e |
| 14 |      | Lokomotiva Vrsovice Aquecon          | 1re |
| 15 |      | Istres TT                            | 1re |
| 16 |      | SK SSF El Nino Prague                | 3e  |

### Phase de Poules
- À l'issue de la quatrième journée de la phase de poules, les deux clubs russes d'Ékaterinbourg et d'Orenbourg se qualifient pour les quarts de finale tout comme l'ASTT Chartres qui décrochent sa qualification pour le tableau final dès sa première en Ligue des Champions. Levallois est en passe d'obtenir enfin son billet pour les quarts après huit échecs en phase de poules, avec deux points sur les allemands de Grenzau, doubles finalistes de l'épreuve en 2003 et 2004

| Cl | Équipes          | Pts | J | V | D | Pp | Pc | Diff |
| -- | ---------------- | --- | - | - | - | -- | -- | ---- |
| 1  | Niederösterreich | 10  | 6 | 4 | 2 | 15 | 11 | +4   |
| 2  | Bogoria          | 10  | 6 | 4 | 2 | 16 | 9  | +7   |
| 3  | Dusseldorf       | 9   | 6 | 3 | 3 | 13 | 13 | 0    |
| 4  | Istres           | 7   | 6 | 1 | 5 | 6  | 17 | -11  |

| Cl | Équipes         | Pts | J | V | D | Pp | Pc | Diff |
| -- | --------------- | --- | - | - | - | -- | -- | ---- |
| 1  | Ekaterinbourg   | 12  | 6 | 6 | 0 | 18 | 4  | +14  |
| 2  | Pontoise-Cergy  | 9   | 6 | 3 | 3 | 11 | 12 | -1   |
| 3  | Ochsenhausen    | 8   | 6 | 2 | 4 | 9  | 13 | -4   |
| 4  | Vrsovice Prague | 7   | 6 | 1 | 5 | 6  | 15 | -9   |

| Cl | Équipes         | Pts | J | V | D | Pp | Pc | Diff |
| -- | --------------- | --- | - | - | - | -- | -- | ---- |
| 1  | Chartres ASTT   | 12  | 6 | 6 | 0 | 18 | 11 | +7   |
| 2  | FC Sarrebruck   | 9   | 6 | 3 | 3 | 15 | 12 | +3   |
| 3  | Voo Charleroi   | 8   | 6 | 2 | 4 | 12 | 16 | -4   |
| 4  | Dr. Casl Zagreb | 7   | 6 | 1 | 5 | 10 | 16 | -6   |

| Cl | Équipes     | Pts | J | V | D | Pp | Pc | Diff |
| -- | ----------- | --- | - | - | - | -- | -- | ---- |
| 1  | Orenbourg   | 11  | 6 | 5 | 1 | 16 | 4  | +12  |
| 2  | Levallois   | 9   | 6 | 3 | 3 | 10 | 12 | -2   |
| 3  | Niño Prague | 8   | 6 | 2 | 4 | 8  | 13 | -5   |
| 4  | Grenzau     | 8   | 6 | 2 | 4 | 8  | 13 | -5   |

### Phase Finale
- Gros coup de tonnerre à l'issue de cette phase de poule à la suite des éliminations de La Villette-Charleroi  et du triple tenant du titre Düsseldorf , tous deux reversés en ETTU Cup. Niederosterreich , qualifié lors de l'ultime journée, est le seul club parmi les qualifiés à avoir déjà remporté le trophée : c'était en 2008 après 4 tentative ratées face à... Charleroi et Düsseldorf. Par ailleurs, le TTC Gazprom Orenbourg  est l'autre club à avoir déjà été en finale par le passé : c'était l'année dernière avec une défaite face à... Düsseldorf. Les autrichiens et les russes sont également les seuls parmi les qualifiés à avoir atteint le stade des demi-finales.

- Pour la première fois de l'histoire, seul un club allemand participe à la phase finale de la Ligue des Champions. Il s'agit du FC Sarrebruck, quart de finaliste de l'ETTU Cup l'an passé.

- Pour la première fois de l'histoire, trois clubs français sont qualifiés pour les quarts de finale avec Chartres, Levallois-Perret et Pontoise-Cergy, qui avaient tous atteint les demi-finales de l'ETTU Cup l'année dernière avec la victoire finale des premiers sur les seconds.

- Le FC Sarrebruck , l'ASTT Chartres  et le Levallois SC  participent pour la première fois de leur histoire aux quarts de finale de la Ligue des Champions. Il s'agit également de la première participation à l'ECL pour les deux premiers cités tandis que pour Levallois, il s'agit d'un aboutissement après 8 tentatives ratées en phase de poules.

- Pour la première fois de l'histoire, deux clubs russes s'affrontent en finale pour devenir le premier vainqueur russe de la Ligue des champions. Il s'agit également de la deuxième finale 100 % nationale de l'histoire après la finale allemande Düsseldorf - Ochsenhausen de 2009.

|  | Quarts de finale        | Quarts de finale   |                    |         | Demi-finales | Demi-finales |  |  | Finale | Finale |
|  | Quarts de finale        | Quarts de finale   |                    |         | Demi-finales | Demi-finales |  |  | Finale | Finale |
|  |                         |                    |                    |         |              |              |  |  |        |        |
|  |                         |                    |                    |         |              |              |  |  |        |        |
|  |                         |                    |                    |         |              |              |  |  |        |        |
|  | FC Sarrebruck           | 3 ; 3              |                    |         |              |              |  |  |        |        |
|  | FC Sarrebruck           | 3 ; 3              |                    |         |              |              |  |  |        |        |
|  | SVS Niederösterreich    | 1 ; 0              |                    |         |              |              |  |  |        |        |
|  | SVS Niederösterreich    | 1 ; 0              | FC Sarrebruck      | 39 ; 03 |              |              |  |  |        |        |
|  |                         |                    | FC Sarrebruck      | 39 ; 03 |              |              |  |  |        |        |
|  |                         | UMMC Ekaterinbourg | 04 ; 39            |         |              |              |  |  |        |        |
|  | Levallois SC            | UMMC Ekaterinbourg | 04 ; 39            | 39 ; 03 |              |              |  |  |        |        |
|  | Levallois SC            |                    |                    | 39 ; 03 |              |              |  |  |        |        |
|  | UMMC Ekaterinbourg      | 05 ; 39            |                    |         |              |              |  |  |        |        |
|  | UMMC Ekaterinbourg      | 05 ; 39            | UMMC Ekaterinbourg | 0 ; 2   |              |              |  |  |        |        |
|  |                         |                    | UMMC Ekaterinbourg | 0 ; 2   |              |              |  |  |        |        |
|  |                         | TTCG Orenbourg     | 3 ; 3              |         |              |              |  |  |        |        |
|  | KSB Grodzisk-Mazowiecki | TTCG Orenbourg     | 3 ; 3              | 0 ; 1   |              |              |  |  |        |        |
|  | KSB Grodzisk-Mazowiecki |                    |                    | 0 ; 1   |              |              |  |  |        |        |
|  | Chartres ASTT           | 3 ; 3              |                    |         |              |              |  |  |        |        |
|  | Chartres ASTT           | 3 ; 3              | Chartres ASTT      | 2 ; 2   |              |              |  |  |        |        |
|  |                         |                    | Chartres ASTT      | 2 ; 2   |              |              |  |  |        |        |
|  |                         | TTCG Orenbourg     | 3 ; 3              |         |              |              |  |  |        |        |
|  | AS Pontoise-Cergy       | TTCG Orenbourg     | 3 ; 3              | 1 ; 2   |              |              |  |  |        |        |
|  | AS Pontoise-Cergy       |                    |                    | 1 ; 2   |              |              |  |  |        |        |
|  | TTCG Orenbourg          | 3 ; 3              |                    |         |              |              |  |  |        |        |
|  | TTCG Orenbourg          | 3 ; 3              |                    |         |              |              |  |  |        |        |

## Compétition féminine

### Classement des clubs
Ce classement est bâti sur les classements individuels des joueuses de chaque équipe
- NP : Nombre de Participations à la Ligue des Champions
- FEC : Finaliste de la dernière ETTU Cup

| Cl | Pays | Équipes                    | NP  |
| -- | ---- | -------------------------- | --- |
| 1  |      | SVS Strock                 | 1re |
| 2  |      | TTC Berlin Eastside (FEC)  | 3e  |
| 3  |      | Linz AG Froschberg         | 6e  |
| 4  |      | Budaorsi SC                | 1re |
| 5  |      | HASTK Mladost Iskon Zagreb | 3e  |
| 6  |      | MSK CP Breclav Gumotex     | 1re |

### Phase de poules
| Cl | Équipes            | Pts | J | V | D | Pp | Pc | Diff |
| -- | ------------------ | --- | - | - | - | -- | -- | ---- |
| 1  | SVS Strock         | 8   | 4 | 4 | 0 | 12 | 1  | +11  |
| 2  | Budaorsi SC        | 6   | 4 | 2 | 2 | 6  | 8  | -2   |
| 3  | CP Breclav Gumotex | 4   | 4 | 0 | 4 | 3  | 12 | -9   |

| Cl | Équipes              | Pts | J | V | D | Pp | Pc | Diff |
| -- | -------------------- | --- | - | - | - | -- | -- | ---- |
| 1  | TTC Berlin Eastside  | 8   | 4 | 4 | 0 | 12 | 3  | +9   |
| 2  | Linz AG Froschberg   | 6   | 4 | 2 | 2 | 9  | 7  | +2   |
| 3  | Mladost Iskon Zagreb | 4   | 4 | 0 | 4 | 1  | 12 | -11  |

### Phase finale

#### Demi-finales
|  |                          |            |                          |            |            |   |     |        |        |        |        |        |
|  | 1/2 finale               | 1/2 finale | 1/2 finale               | 1/2 finale | 1/2 finale |   |     | Finale | Finale | Finale | Finale | Finale |
|  | Vendredi 13 janvier 2012 |            |                          |            |            |   |     |        |        |        |        |        |
|  |                          |            |                          |            |            |   |     |        |        |        |        |        |
|  | Linz AG Froschberg       |            | 2                        | 2          | 4          |   |     |        |        |        |        |        |
|  | Linz AG Froschberg       |            |                          | 2          | 4          |   |     |        |        |        |        |        |
|  | SVS Strock               |            | 3                        | 3          | 6          |   |     |        |        |        |        |        |
|  | SVS Strock               | SVS Strock | 3                        | 3          | 6          |   | 2   | 3      | 514    |        |        |        |
|  | Lundi 16 janvier 2012    | SVS Strock |                          |            |            |   | 2   | 3      | 514    |        |        |        |
|  |                          |            | TTC Berlin Eastside (sa) |            | 3          | 2 | 516 |        |        |        |        |        |
|  | Budaorsi SC              |            | TTC Berlin Eastside (sa) | 1          | 3          | 2 | 516 | 0      | 1      |        |        |        |
|  | Budaorsi SC              |            |                          | 1          |            |   |     | 0      | 1      |        |        |        |
|  | TTC Berlin Eastside      |            | 3                        | 3          | 6          |   |     |        |        |        |        |        |
|  | TTC Berlin Eastside      |            | 3                        | 3          | 6          |   |     |        |        |        |        |        |